# سیارک ۷۸۸۱
سیارک ۷۸۸۱ (به انگلیسی: 7881 Schieferdecker، نامگذاری:1992RC7) هفت هزار و هشتصد و هشتاد و یکمین سیارک کشف شده‌است که در ۲ سپتامبر ۱۹۹۲ کشف شد.
قدر مطلق سیارک برابر ۱۳٫۱۰ است.